# Fiat iustitia, et pereat mundus

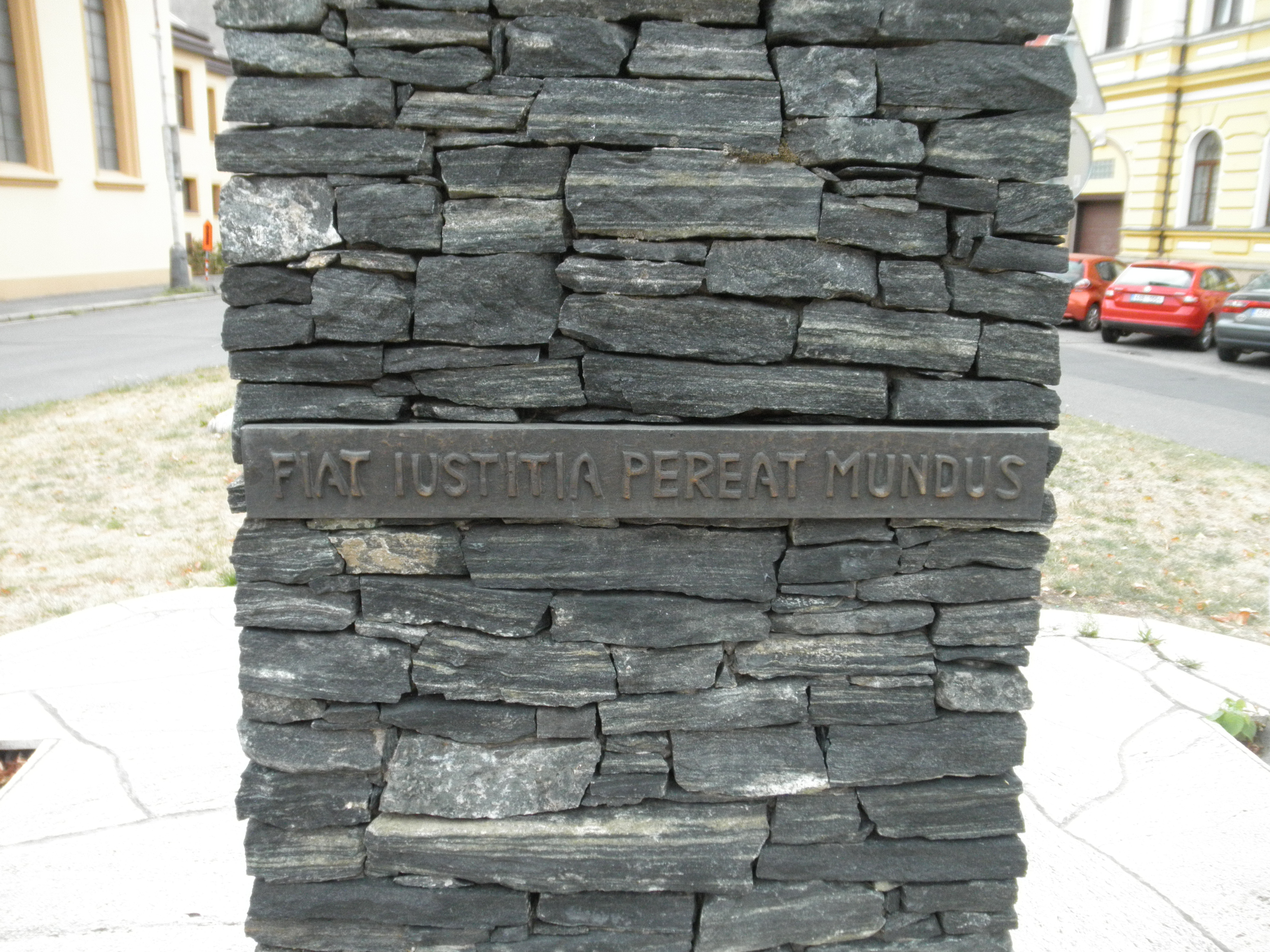
Nápis Fiat iustitia pereat mundus na soše Váhy spravedlnosti v Kolíně. Sochu vytvořil Ivan Erben v roce 2001.

Fiat iustitia, et pereat mundus je latinská fráze, která znamená „Nechť je vykonána spravedlnost, i kdyby měl svět zahynout.“
Tuto větu měl jako své motto císař Svaté říše římské Ferdinand I. (1556–1564), který ji používal jako své heslo a stala se důležitým pravidlem pro řízení říše. Pravděpodobně pochází z knihy Loci Communes (1563) od Johannese Jacoba Manlia. Je to zásada, která znamená, že spravedlivé rozhodnutí by mělo být učiněno bez ohledu na praktické důsledky. Alternativní verze této fráze zní Fiat iustitia ruat caelum, tedy „Nechť je vykonána spravedlnost, i kdyby mělo nebe spadnout.“
Jedním ze slavných užití této fráze je dílo Immanuela Kanta K věčnému míru: filosofický náčrtek (německy: Zum ewigen Frieden. Ein philosophischer Entwurf) z roku 1795, kde ji použil k vyjádření protikladné povahy své morální filosofie vůči utilitarismu. Parafrázoval ji jako „Nechť vládne spravedlnost, i kdyby měli všichni lotři na světě zahynout.“
Ludwig von Mises napsal v knize Lidské jednání: Pojednání o ekonomii (anglicky: Human Action): „Utilitaristický ekonom neříká: Fiat justitia, pereat mundus. Říká: Fiat justitia, ne pereat mundus.“ (Tedy „Nechť je vykonána spravedlnost, aby svět nezahynul“ nebo „Nechť je vykonána spravedlnost, jinak svět zahyne.“)